# Lijst van medaillewinnaars Nederlandse roeiers op de Olympische Spelen
Hieronder volgt een lijst van Nederlandse medaillewinnaars in het roeien.

## Per jaar

### 1900,Parijs
Goud
- Twee met stuurman: François Brandt en Roelof Klein

Zilver
- Vier met stuurman: Geert Lotsij, Coenraad Hiebendaal, Paul Lotsij, Johannes Terwogt, st. Herman Brockmann

Brons
- Acht: Walter Meijer Timmerman Thijssen, Ruurd Leegstra, Johannes van Dijk, Henricus Tromp, Hendrik Offerhaus, Roelof Klein, François Brandt, Walter Middelberg, st. Herman Brockmann

### 1924,Parijs
Goud
- Twee zonder: Teun Beijnen, Willy Rösingh

### 1964,Tokio
Zilver
- Twee zonder: Steven Blaisse, Ernst Veenemans

Brons
- Twee met stuurman: Erik Hartsuiker, Herman Rouwé, st. Jan Just Bos
- Vier met stuurman: Lex Mullink, Jan van de Graaff, Freek van de Graaff, Robert van de Graaff, st. Marius Klumperbeek

### 1968,Mexico-Stad
Goud
- skiff: Jan Wienese

Zilver
- Dubbel twee: Harry Droog, Leendert van Dis
- Twee met stuurman: Hadriaan van Nes, Herman Suselbeek, st. Rody Rijnders

### 1972,München
Brons
- Twee zonder stuurman: Roel Luijnenburg, Ruud Stokvis

### 1984,Los Angeles
Zilver
- Dubbeltwee: Greet Hellemans en Nicolette Hellemans

Brons
- Acht: Lynda Cornet, Marieke van Droogenbroek, Harriet van Ettekhoven, Greet Hellemans, Nicolette Hellemans, Catalien Nelissen, AnneMarie Quist, Wiljon Vaandrager, st. Marty Laurijsen

### 1988,Seoel
Goud
- Dubbeltwee: Nico Rienks, Ronald Florijn

### 1992,Barcelona
Brons
- Dubbeltwee: Henk-Jan Zwolle en Nico Rienks

### 1996,Atlanta
Goud
- Acht: Henk-Jan Zwolle, Diederik Simon, Michiel Bartman, Koos Maasdijk, Niels van der Zwan, Niels van Steenis, Ronald Florijn, Nico Rienks, st. Jeroen Duyster

Zilver
- Lichte Dubbeltwee: Pepijn Aardewijn, Maarten van der Linden

Brons
- Dubbeltwee: Eeke van Nes, Irene Eijs

### 2000,Sydney
Zilver
- Dubbeltwee: Pieta van Dishoeck, Eeke van Nes
- Acht: Anneke Venema, Carin Ter Beek, Nelleke Penninx, Pieta van Dishoeck, Eeke van Nes, Tessa Appeldoorn, Marieke Westerhof, Elien Meijer, st. Martijntje Quik
- Dubbelvier: Jochem Verberne, Dirk Lippits, Diederik Simon, Michiel Bartman

### 2004,Athene
Zilver
- Acht: Diederik Simon, Matthijs Vellenga, Gerritjan Eggenkamp, Daniël Mensch, Jan-Willem Gabriëls, Gijs Vermeulen, Geert-Jan Derksen, Michiel Bartman, st. Chun Wei Cheung

Brons
- Acht: Froukje Wegman, Marlies Smulders, Nienke Hommes, Hurnet Dekkers, Annemarieke van Rumpt, Annemiek de Haan, Sarah Siegelaar, Helen Tanger, st. Ester Workel
- Lichte Dubbeltwee: Marit van Eupen en Kirsten van der Kolk

### 2008,Peking
Goud
- Lichte Dubbeltwee: Marit van Eupen en Kirsten van der Kolk

Zilver
- Acht: Femke Dekker, Annemiek de Haan, Nienke Kingma, Roline Repelaer van Driel, Annemarieke van Rumpt, Sarah Siegelaar, Marlies Smulders, Helen Tanger, Ester Workel

### 2012,Londen
Brons
- Acht: Chantal Achterberg, Claudia Belderbos, Carline Bouw, Sytske de Groot, Annemiek de Haan, Nienke Kingma, Roline Repelaer van Driel, Jacobine Veenhoven, st. Anne Schellekens

### 2016,Rio de Janeiro
Goud
- Lichte Dubbeltwee: Ilse Paulis en Maaike Head

Zilver
- Dubbelvier: Chantal Achterberg, Nicole Beukers, Carline Bouw, Inge Janssen

Brons
- Acht: Kaj Hendriks, Robert Lücken, Boaz Meylink, Boudewijn Roëll, Olivier Siegelaar, Dirk Uittenbogaard, Mechiel Versluis, Tone Wieten, st. Peter Wiersum

### 2020,Tokio
Goud
- Dubbelvier: Dirk Uittenbogaard, Tone Wieten, Abe Wiersma, Koen Metsemakers

Zilver
- Dubbeltwee: Melvin Twellaar, Stef Broenink
- Vierzonder: Ellen Hogerwerf, Karolien Florijn, Ymkje Clevering, Veronique Meester

Brons
- Dubbeltwee: Lisa Scheenaard, Roos de Jong
- Lichte dubbeltwee: Ilse Paulis, Marieke Keijser

### 2024, Parijs
Goud
- Dubbelvier (m): Koen Metsemakers, Tone Wieten, Finn Florijn, Lennart van Lierop
- Vier-zonder (v): Benthe Boonstra, Tinka Offereins, Hermijntje Drenth, Marloes Oldenburg
- Twee-zonder (v): Ymkje Clevering, Veronique Meester
- Skiff (v): Karolien Florijn

Zilver
- Dubbelvier (v) Bente Paulis, Laila Youssifou, Tessa Dullemans, Roos de Jong
- Dubbeltwee (m): Melvin Twellaar, Stef Broenink
- Acht (m): Mick Makker, Gert-Jan van Doorn, Jacob van de Kerkhof, Sander de Graaf, Jan van der Bij, Ruben Knab, Olav Molenaar, Ralf Rienks, Dieuwke Fetter (stuurvrouw)
- Vierzonder: Ellen Hogerwerf, Karolien Florijn, Ymkje Clevering, Veronique Meester

Brons
- Skiff (m): Simon van Dorp